# Doodle Champion Island Games
Doodle Champion Island Games (ou Île des Champions en français) est un jeu vidéo de rôle par navigateur développé par Google en partenariat avec le studio d'animation japonais Studio 4°C, publié le 23 juillet 2021. Le jeu a fait office de Google Doodle interactif pour célébrer les Jeux olympiques d'été de 2020 et les Jeux paralympiques d'été de 2020 ainsi que le folklore et la culture japonais. L'histoire suit Lucky le chat calico alors qu'elle participe à des événements sportifs à travers des matchs de champions pour devenir le champion de l'île, tout en accomplissant plusieurs quêtes secondaires en aidant les personnes dans le besoin. Le Doodle est retiré le 6 septembre 2021 par Google mais peut toujours être joué dans les archives de Google Doodle.
Le jeu propose sept mini-jeux différents sur le thème des sports apparus aux Jeux olympiques, lesquels sont le tennis de table, le skateboard, le tir à l'arc, le rugby, la natation artistique, l'escalade sportive et le marathon.

## Système de jeu
Doodle Champion Island Games est un jeu vidéo de rôle avec des éléments d'un jeu de sport. Le joueur contrôle un chat nommé Lucky autour d'une île avec sept régions différentes qui ressemblent à différents lieux et géographies japonais, comme des forêts de bambous et des montagnes. Dans chaque région, il existe des fonctionnalités de l'un des sept champions insulaires qui se spécialisent tous dans un sport spécifique. Les sports eux-mêmes sont des mini-jeux, où Lucky gagne un parchemin sacré en remportant le mini-jeu. En battant les sept champions et en gagnant leurs parchemins, le joueur est nommé « Champion de l'île ». Le joueur peut également rejoindre l'une des quatre équipes, chacune représentée par une couleur et une créature de la mythologie japonaise. En participant aux mini-jeux, le joueur accumule des points qui sont comptabilisés dans un classement mondial, l'équipe ayant obtenu le meilleur score étant récompensée du titre de vainqueur à la fin des Jeux olympiques,.
Tous les mini-jeux couvrent différents genres de jeux vidéo. Par exemple, l'épreuve de natation artistique prend la forme d'un jeu de rythme de style Dance Dance Revolution tandis que l'épreuve de skateboard présente un système de figures similaire à Tony Hawk's Skateboarding.
De plus, chaque région propose de nombreuses quêtes secondaires que le joueur peut accomplir. Ces quêtes secondaires impliquent que Lucky aide les habitants de l'île dans diverses tâches telles que la récupération d'objets et les séquences d'échanges. Certaines quêtes secondaires peuvent également débloquer des versions plus difficiles des mini-jeux originaux. Toutes ces quêtes secondaires peuvent faire gagner au joueur un trophée qui peut être vu dans une maison au centre de l'île, appelée The Trophy House, avec vingt-quatre à collecter au total à partir de la mise à jour des Jeux paralympiques.